# ماری جورانزون
ماری جورانزون (سوئدی: Marie Göranzon؛ زادهٔ ۲۷ اکتبر ۱۹۴۲) هنرپیشه اهل سوئد است.
از فیلم‌ها یا برنامه‌های تلویزیونی که وی در آن نقش داشته‌است، می‌توان به بک – فریاد خاموش، بلاندی، بهترین نیات، ناراست چون آب و من کنجکاوم اشاره کرد.